# Gilbert Bellone
Gilbert Bellone (Grasse, 27 de desembre de 1942) va ser un ciclista francès, que fou professional entre 1961 i 1973. Els seus principals èxits esportius els aconseguí en guanyar una etapa al Tour de França i una altra a la Volta a Espanya.

## Palmarès
- 1966
  - Vencedor d'una etapa al Critèrium Internacional
- 1967
  - Vencedor d'una etapa a la Volta a Espanya
- 1968
  - Vencedor d'una etapa al Tour de França
- 1969
  - 1r al Critèrium Internacional
  - 1r al Gran Premi de Canes
  - Vencedor d'una etapa al Giro de Sardenya
- 1972
  - 1r al Gran Premi de Frankfurt
  - Vencedor d'una etapa a la Volta a Luxemburg

### Resultats al Tour de França
- 1965. Abandona (15a etapa)
- 1966. 78è de la classificació general
- 1968. 40è de la classificació general. Vencedor d'una etapa
- 1969. 45è de la classificació general
- 1970. Abandona (23a etapa)
- 1971. Abandona (10a etapa)
- 1972. 34è de la classificació general
- 1973. Abandona (8a etapa)

### Resultats a la Volta a Espanya
- 1967. 42è de la classificació general. Vencedor d'una etapa
- 1969. 7è de la classificació general